# Notre-Dame-de-Gravenchon
Notre-Dame-de-Gravenchon là một xã thuộc tỉnh Seine-Maritime trong vùng Normandie miền bắc nước Pháp.

## Dân số
| 1962                                 | 1968 | 1975 | 1982 | 1990 | 1999 | 2006 |
| ------------------------------------ | ---- | ---- | ---- | ---- | ---- | ---- |
| 5488                                 | 6273 | 8335 | 8963 | 8901 | 8618 | 8541 |
| Từ năm 1962: Dân số không tính trùng |      |      |      |      |      |      |

## Thành phố kết nghĩa
```
Street
, 
Somerset
, 
Anh
.
```